# یوتاکا دماچی
یوتاکا دماچی (انگلیسی: Yutaka Demachi؛ زادهٔ ۱۷ فوریهٔ ۱۹۳۵) ورزشکار والیبال اهل ژاپن است.
وی در مسابقات کشوری و بین‌المللی در مجموع برندهٔ ۱ مدال برنز شده‌است.